# Frédéric Imbrecht
Frédéric Imbrecht, né le 7 mai 1962 à Roubaix, est un syndicaliste français. Il est secrétaire général de la Fédération nationale des mines et de l'énergie CGT de 2003 à 2010.

## Biographie
Frédéric Imbrecht est né dans une famille nombreuse dont le père est chauffeur routier. Sa mère milite à l'Union des Femmes Françaises (UFF) et son père au Parti communiste français (PCF).
Il adhère à la Jeunesse communiste en 1977, puis au PCF. Après l'obtention d'un BEP d'électrotechnique et dégagé de ses obligations militaires en 1981, il travaille comme dessinateur industriel à EDF.
Rapidement après son embauche, il milite à la CGT au sein de la commission jeunes. Il assiste au congrès de l'UGICT CGT à Toulouse en 1985, devient responsable du Centre fédéral de la jeunesse (CFJ) à Pantin. Il est élu à la commission exécutive fédérale en 1987, puis siège au secrétariat du Centre confédéral de la jeunesse de 1988 à 1990.
À partir de 1990, il fait partie du secrétariat fédéral, chargé de l’organisation et de la vie syndicale de la fédération. Il devient secrétaire de l’Union locale CGT de Levallois-Perret en 1995.
En 2003, il est élu secrétaire général de la Fédération CGT Mines-Energie au congrès de Biarritz, succédant à Denis Cohen. Il exerce cette fonction jusqu'en 2010, remplacé alors par son épouse, Virginie Gensel.
En 2010, il devient secrétaire confédéral chargé des questions européennes et siège avec Thierry Lepaon à la commission exécutive de la Confédération européenne des syndicats (CES).

### Vie privée
Il est l'époux de Virginie Gensel, secrétaire générale de la Fédération CGT Mines-Energie de mars 2010 à mars 2017, et père de trois enfants.